# Miguel Goyena
Miguel Goyena fue un militar, abogado y político argentino, partícipe de la Guerra del Paraguay y de la Revolución del Parque, ministro de educación de la Nación e interventor de la provincia de Corrientes.

## Biografía
Miguel Goyena nació en Buenos Aires, Argentina, el 31 de octubre de 1844, hijo de Pedro Regalado Goyena y Emilia del Río y Perdriel. Era hermano del doctor Pedro Goyena.
Efectuó sus primeros estudios en la ciudad de Buenos Aires y comenzó luego los de abogacía en el Departamento de Jurisprudencia, pero los interrumpió para alistarse en las tropas que marchaban a la guerra del Paraguay.
En el conflicto alcanzó el grado de sargento mayor y fue condecorado.
De regreso a Buenos Aires, retomó sus estudios y se graduó de abogado en la Universidad de Buenos Aires en 1872.
Se dedicó al ejercicio de su profesión, pero al igual que durante sus estudios en ocasiones volvió al servicio. En una de esas oportunidades actuó como ayudante del general Emilio Mitre en su campaña contra la rebelión jordanista en la provincia de Entre Ríos.
Acompañó a Félix Frías a la representación diplomática argentina en Chile y luego al Ministerio de Justicia e Instrucción Pública, convirtiéndose en su sucesor hacia fines de la presidencia de Nicolás Avellaneda.
Se retiró luego de la actividad política limitándose a la redacción de artículos periodísticos en que desde su militancia católica condenaba el escepticismo de la época.
En 1890 fue uno de los promotores de la Revolución del Parque y fue designado Ministro del Interior del "gobierno del Parque" presidido por el doctor Leandro N. Alem.
Fue diputado nacional y presidente de esa cámara legislativa, senador provincial, interventor nacional en la provincia de Corrientes en julio de 1880 durante los últimos episodios de los enfrentamientos entre liberales y autonomistas en la Argentina que cerrarían las guerras civiles en el país, vocal del Consejo Nacional de Educación, miembro de la Comisión Administradora de las obras del puerto del Riachuelo y jefe del Regimiento N°2 de Guardias Nacionales.
Eventualmente reincorporado al ejército, se retiró del mismo con el grado de coronel y se jubiló como auditor de guerra y marina.
En la ciudad de La Plata se desempeñó como intendente municipal. Fue elegido para el período 1893-1894 el 26 de diciembre de 1892, pero el 14 de septiembre de 1893 debió abandonar anticipadamente el cargo. En esa ciudad se desempeñó también como abogado del Banco de la Provincia de Buenos Aires.
Fue redactor de La América del Sur, diario fundado por Santiago Estrada, y de la Revista Argentina. Escribió también una Exposición de la cuestión chileno-argentina, de interés nacional.
Falleció en su quinta de Morón el 24 de octubre de 1920.
El diario mitrista La Nación lo describió en el centenario de su nacimiento como "una personalidad de acusado prestigio en mérito a la claridad de su inteligencia y la entereza de su virtud. No en vano toda su existencia estuvo condicionada a la voluntad de servir al país, sin reclamar de la obra de bien colectivo otra recompensa que la conciencia del deber cumplido. Su desinterés era proverbial, y también una forma de su espíritu religioso, y su concepción superior de la existencia, que lo alejó de las banderías mezquinas para encontrarlo siempre presto a afiliarse en las grandes causas".